# Minecraft Earth
Minecraft Earth — мобильная игра, разработанная компанией Mojang и выпущенная Xbox Game Studios для iOS и Android в раннем доступе в 2019 году. Игра использует сеттинг оригинальной Minecraft и технологию дополненной реальности.
17 мая 2019 года Mojang выпустив трейлер, объявили о выпуске игры в честь десятилетия Minecraft. 3 июня 2019 года сотрудники Mojang — Сакс Перссон и Лидия Винторс продемонстрировали геймплей игры на выставке Apple Worldwide Developers Conference.
Открытая бета-версия Minecraft Earth была запущена в середине 2019 года для AR-совместимых устройств на Android и iOS. Закрытое бета-тестирование игры началось 16 июля 2019 года в Лондоне и Сиэтле, 17 июля 2019 года в Стокгольме и Токио для iOS.

## Игровой процесс
Minecraft Earth — это новая игра в дополненной реальности, в которую можно играть на мобильных устройствах; позволяет игрокам собирать блоки Minecraft, когда они гуляют по своим окрестностям, участвуют в мини-играх дополненной реальности в общественных местах и создают свои собственные виртуальные здания, которые можно совместно использовать и исследовать. Игрок сможет создавать различные объекты вместе со своими друзьями и переносить свою работу в реальный мир в натуральную величину. В начале игры игроку нужно собирать ресурсы для строительства на карте города. После того как игрок наберёт достаточное количество ресурсов, можно будет переходить к постройке, а потом и к игре в свой же построенный мир в реальную величину. Также в игре можно собирать мобов, таких, как корова, курица, рыбы и другие. Система скинов для игрока в Minecraft Earth такая же, как и в обычном Minecraft, но скинов к мобам сделали больше: например, чернильную корову, кудахто-гриб, весёлую ламу и др. Варианты выпадения предметов и мобов разнятся в сложности их добычи: обычные, необычные, редкие, эпические. Крафт и плавление вещей в Minecraft Earth оставили: например, скрафтить каменную кирку из двух палок и трёх булыжника, или с помощью печи расплавить золотую руду в золотые слитки. Также в бете были добавлены приключения и журнал: приключения представляют собой карты, в которых за отведённое время надо собрать ресурсы, убить/собрать враждебных мобов, и найти сундук приключения; журнал представляется по типу инвентаря (иконка сундука в нижней панели), но с отдельными заданиями (в разделе «Мобы» — иконка белого крипера, или вторая слева — «Собери 5 разных видов коровы/свиньи/курицы» и т. д.).
Максимальный размер плиты для строительства в бета-версии (версия 0.19.0) — 32х32 блоков.

## Разработка
Minecraft Earth использует информацию из базы данных OpenStreetMap для картографической информации и построен на платформе Microsoft Azure PlayFab, используя пространственные привязки Azure для своих функций дополненной реальности.
Minecraft Earth считается бесплатной и поддерживает смартфоны Android и iOS, которые имеют шесть степеней отслеживания и используют программное обеспечение Apple и Google ARKit и ARCore. Игроки описывают данную игру так: «Это очень похоже на Pokémon Go, только глубже, богаче, амбициознее и технически продвинутее.».
Minecraft Earth была построена на движке Bedrock, тот же движок, что и для стандартного Minecraft , хотя Олафссон отметил, что Minecraft Earth является «адаптацией», а не «прямым переводом». Согласно креативному директору Minecraft Saxs Persson, игроки которого взаимодействуют с окружающей их средой, предоставляет разработчикам данные об окружающей среде, что приведёт к дальнейшему размещению «Приключений» и улучшению технологии Spatial Anchors.
Во время Electronic Entertainment Expo 2015 команда Microsoft HoloLens представила версию Minecraft с дополненной реальностью. 8 мая 2019 года был выпущен тизер-трейлер, в котором демонстрировались версии дополненной реальности для сущностей Minecraft. 17 мая, в 10-ю годовщину Minecraft Earth была официально объявлена. Microsoft объявила о подписке на закрытое бета-тестирование на лето 2019 года и намерена выпустить игру постепенно. Некоторый геймплей был продемонстрирован на всемирной конференции разработчиков Apple в июне.
В начале 2021 года Mojang предупредили игроков о том, что игра закроется летом этого года, из-за того, что пандемия COVID-19 не давала возможности играть людям на улице.